# Predsednik Egipta
Predsednik Arabske republike Egipt je izvoljeni vodja države Egipt. V skladu z Ustavo Egipta je predsednik države tudi vrhovni poveljnik Oboroženih sil Egipta in vodja izvršne veje egipčanske vlade.

## Zgodovina
Prvi predsednik Egipta je bil Mohamed Naguib, eden izmed voditeljev egipčanske revolucije leta 1952, ki je postal predsednik 18. junija 1953, na dan ko je bil Egipt razglašen za republiko.
Zadnji predsednik Egipta je bil Hosni Mubarak, ki je bil na tem položaju med 14. oktobrom 1981 in 11. februarjem 2011. Odstopil je po 18. dnevih protestov, na katerih so zahtevali njegov odstop. Med protesti so bile nekatere predsedniške funkcije premeščene na novoimenovanega podpredsednika Omarja Sulejmana.
Od 11. februarja 2011 je bil položaj predsednika Egipta uradno nezaseden. Vrhovni svet Oboroženih sil Egipta, katerega je vodil Mohamed Husein Tantavi, je izvrševal dolžnosti predsednika države in vlade. Od 30. junija 2012 do 3. julija 2013 je bil predsednik Egipta Mohamed Morsi, ko je bil izveden državni udar in predsednik odstavljen. Od 4. julija 2013 do 8. junija 2014 je bil vršilec dolžnosti predsednika Adly Mansour.
8. junija 2014 so bile predsedniške volitve, tako je trenutni predsednik Egipta Abdel Fattah el-Sisi.